# Miagrammopes tonatus
Miagrammopes tonatus là một loài nhện trong họ Uloboridae.
Loài này thuộc chi Miagrammopes. Miagrammopes tonatus được Arthur Merton Chickering miêu tả năm 1968.